# Landsfodboldturneringen 1916-17
Landsfodboldturneringen 1916-17 var den fjerde sæson om Danmarksmesterskabet i fodbold for herrer organiseret af DBU. Turneringen blev vundet af KB. Det var KBs tredje titel.

## Baggrund
På grund af risiko ved sejlads i Østersøen i forbindelse med 1. Verdenskrig var Bornholms Boldspil Union ikke repræsenteret i turneringen. Vinderen af den københavnske A-Rækken under Københavns Boldspil Union (KBU) kvalificerede sig direkte til finalen. Vinderen af Provinsmesterskabsturneringen skulle møde nummer to fra A-rækken om en plads i finalen. Semifinalen skulle spilles 10. juni 1917, men på grund af aflysninger var A-rækken på dette tidspunkt endnu ikke færdigspillet, og man vidste endnu ikke, hvem der ville blive nummer to.
DBU besluttede derfor, at KB, der allerede havde sikret sig førstepladsen i A-rækken, skulle møde vinderen af Provinsmesterskabsturneringen, mens nummer to i A-rækken kvalificerede sig direkte til finalen. Dermed gik AB d. 24. juni 1917 direkte i finalen som toer, da de regerende mestre B 93 glippede chancen for at tage andenpladsen, efter at have tabt deres sidste kamp med 2-5 til B 1903.

## Provinsmesterskabsturneringen
Vejen SF kvalificerede sig til Provinsmesterskabsturneringen, efter at Randers Freja blev diskvalificeret. Vejen og Randers Freja spillede i Vejle d. 17. maj 1917 uafgjort 2-2 i finalen om det jyske mesterskab. Randers Freja nægtede dog at spille omkamp dagen efter, fordi to spillere var forhindret pga. arbejde. og Vejen blev erklæret som vinder. Randers Freja fik siden medhold i en protest til DBU, og den 12. august 1917 blev finalen spillet om med Randers Freja som vinder med cifrene 3-0.

### 1. runde
| 20. maj 1917 |

| Vejen SF | 2 - 3 | OB |
| -------- | ----- | -- |
|          |       |    |

| Vejle |

| 20. maj 1917 |

| B 1901 | 1 - 0 | FIF Hillerød |
| ------ | ----- | ------------ |
|        |       |              |

| Næstved |

### Finale
| 3. juni 1917 |

| OB                               | 2 - 3   | B 1901 |
| -------------------------------- | ------- | ------ |
| Johannes Langgaard Hans Jacobsen | (1 - 1) |        |

| Odense Tilskuere: 2.000 |

## A-Rækken (København)
| Pos | Hold              | K  | V | U | T | M+ | M- | MR    | P  | Kvalifikation                 |
| --- | ----------------- | -- | - | - | - | -- | -- | ----- | -- | ----------------------------- |
| 1   | KB                | 10 | 7 | 1 | 2 | 33 | 14 | 2,357 | 15 | Kvalificeret til semifinale   |
| 2   | AB                | 10 | 5 | 3 | 2 | 25 | 22 | 1,136 | 13 | Kvalificeret til finalen      |
| 3   | B 93 (M)          | 10 | 5 | 2 | 3 | 33 | 20 | 1,650 | 12 |                               |
| 4   | B 1903            | 10 | 4 | 3 | 3 | 29 | 27 | 1,074 | 11 |                               |
| 5   | Frem              | 10 | 2 | 2 | 6 | 15 | 22 | 0,682 | 6  |                               |
| 6   | Velo Hellerup (O) | 10 | 0 | 3 | 7 | 15 | 45 | 0,333 | 3  | Kvalifikation til A-Rækken[A] |

1. ^ Kvalifikation til A-Rækken: Velo Hellerup - KFUM 6-0.[4]

## Semifinale
| 10. juni 1917 |

| KB                                                        | 4 - 0   | B 1901 |
| --------------------------------------------------------- | ------- | ------ |
| Svend Aage Castella 65' · Alf Olsen · Poul "Tist" Nielsen | (0 - 0) |        |

| Idrætsparken, København Tilskuere: 3.000 |

## Finale
| 27. juni 1917 |

| KB                                                                            | 6 - 2   | AB                                  |
| ----------------------------------------------------------------------------- | ------- | ----------------------------------- |
| Alf Olsen 13' 21' · Vilhelm Wolfhagen 39' 52' · Steen Stensen Blicher 62' 68' | (3 - 1) | Erik Eriksen 28' · Svend Holm 71' · |

| Idrætsparken, København Tilskuere: 6.000 Dommer: Lauritz Andersen |